# Айморес (мікрорегіон)

Айморес на карті штату Мінас-Жерайс

Айморес (порт. Microrregião de Aimorés) — мікрорегіон в Бразилії, входить в штат Мінас-Жерайс. Складова частина мезорегіону Валі-ду-Ріу-Досі. Населення становить 143 478 чоловік на 2006 рік. Займає площу 8328,693 км². Густота населення — 17,2 чол./км².

## Склад мікрорегіону
До складу мікрорегіону включені наступні муніципалітети:
1. Айморес
2. Алваренга
3. Консейсан-ді-Іпанема
4. Консельейру-Пена
5. Консельейру-Пена
6. Купаракі
7. Гоябейра
8. Іпанема
9. Ітуета
10. Мутун
11. Покрані
12. Респлендор
13. Санта-Ріта-ду-Ітуету
14. Тапаруба

| Бразилія | Це незавершена стаття з географії Бразилії. Ви можете допомогти проєкту, виправивши або дописавши її. |